# Bruno Mégret

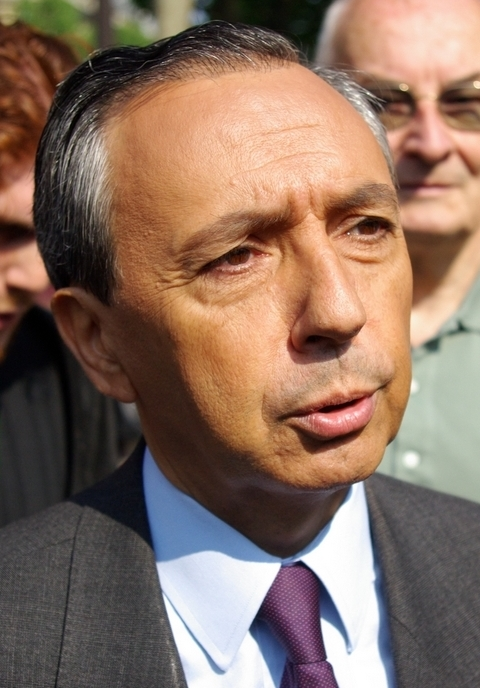
Bruno Mégret en la manifestación del Frente Nacional el 1 de mayo de 2007 en París.

Bruno Mégret (nacido 4 de abril de 1949) es un político francés. Es el líder del partido político Mouvement National Républicain. Pero ha renunciado a la vida política en 2008.